# Oulimnius cyneticus
Oulimnius cyneticus là một loài bọ cánh cứng trong họ Elmidae. Loài này được Berthélemy & Whytton da Terre miêu tả khoa học năm 1980.